# 高霔
高霔（？—？），祥符人，是一名清朝政治人物。监生出身。
高霔曾于乾隆十四年(1749年)接替郝霔任邵武府知府一职，乾隆十六年(1751年)由周克昌接任。